# أر... راجكومار
آر... راجكومار (بالإنجليزية: R... Rajkumar)‏، (عرف في بداية الأمر باسم رامبو راجكومار)، هو فيلم بوليودي عرض في صالات السينما سنة 2013، وهو من إخراج برابهاي ديفا وكتابة شيراز أحمد، وإنتاج فيكي راجاني وسونيل لولا، نجما الفيلم هما شاهيد كابور وسوناكشي سينها في الأدوار الرئيسية. دخل الفيديو القصير الأسواق يوم 1 أكتوبر 2013 على موقع يوتيوب، حيث لاقى استجابة إيجابية. عرض الفيلم السينما لأول مرة في 6 ديسمبر سنة 2013، حيث تلقى تلقى رد فعل سلبي من النقاد، على الرغم من أنه حقق افتتاحا كبيرا في شباك التذاكر، وإيرادات عالية كذلك، ولاقى إستحساناً كبيراً لدى الجمهور.

## القصة
روميو راجكومار (شاهيد كابور) هو شاب بلا هدف يعيش في بلدة صغيرة اسمها دهارباتور، ويقبع تحت رحمة اثنين من تجار المخدرات، الأول اسمه شيفراج غورجار (سونو سود) وعدوه اللدود مانيك بارمار (أشيش فيديارثي)، اللذين تسيطر عليهما المافيا، ورئيسها الدون أجيت تاكيا (سريهاري)، الذي يعمل في هونغ كونغ. يعمل راجكومار لصالح شيفراج، ولكن حياته تتغير إلى الأبد عندما يرى تشاندانا (سوناكشي سينها). ما لا يعرفه هو أن تشاندا يتيمه رباهة عمها - مانيك بارمار ! بعد بعض التودد لراجكومار، تقع تشاندا في حبه، ويتعلق الاثنان ببعضهما، لكن عمها يقرر أن يزوجها من شيفراج غورجار، غصبا عنها. يتملك الغضب راجكومار فيذهب إلى شيفراج ويتحداه قائلأ انه سوف يتزوج تشاندا، الأمر الذي يجعل شيفراج يخطط لقتل راجكومار، لكنه ينصدم عندما يعرف أن راجكومار يعمل للدون أجيت تاكيا وأنه أرسل إلى دهارباتور فقط للسيطرة على حمولة المخدرات. يسرق راجكومار شاحنة شيفراج المليئة بالمخدرات ويقودها إلى اجيت تاكيا، كاشفا أنه رجل عصابات كبير. بعد إعطائه الشاحنة المسروقة لاجيت تاكيا، يكتشف أن الشاحنة كانت فارغة. في تطور الأحداث، يتضح أن شيفراج واجيت تاكيا تعاونا ليجعلا راجكومار يسرق الشاحنة الفارغة، ثم يقدما على قتل راجكومار بوحشية ودفنه. يشرع شيفراج باحتفال زفافه مع تشاندا، إلا أن الزواج يتوقف بعد أن يتضح يتضح بأن راجكومار لا يزال حيأ، وانه أنقذ من أحد أتباع شيفراج. يتعارك راجكومار مع شيفراج ويقتله بضربة قوية على الرقبة. تنتهي القصة والرجال يضربون بارمار، في حين يسر راجكومار وتشاندا بعيدأ جنبا إلى جنب.

## طاقم التمثيل
- شاهيد كابور بدور (روميو راجكومار)
- سوناكشي سينها بدور (تشاندانا)
- سونو سود بدور (شيفراج غورجار)
- أشيش فيديارثي بدور (مانيك بارمار)
- اسراني بدور (بانديت)
- موكال ديف
- سريهاري بدور (اجيت تاكيا)
- كافيتا فيرما بدور (بيندو)
- اشوك سامارث بدور (المفتش)
- شارمي كابور (ظهور خاص في أغنية غاندي بات)
- برابهاي ديفا (ظهور خاص في أغنية غاندي بات)
- راجيني دويفدي (ظهور خاص في أغنية كادو كتيكا)
- سكارليت ويلسون ميليش (ظهور خاص في أغنية كادو كتيكا)

## الإنتاج
قامت سوناكشي سينها بأداء بعض مشاهد الأكشن في الفيلم بدون دوبلير. شارمي كابور ظهرت ظهور خاص في أغنية item song في يونيو 2013. الممثلة الكاناديا راجيني دويفدي ظهرت في ظهور خاص في أغنية بوليودية لأول مرة مع سكارليت ويلسون ميليش.
العنوان الأول للفيلم كان رامبو راجكومار. وفقا للتقارير، منتجو سلسلة أفلام (رامبو الأصلي) ملكو حقوق الطبع والنشر لأسم الفيلم. ونتيجة لذلك، قرر منتجو الفيلم تغير اسم الفيلم. وبعد ذلك، قرر منتجو الفيلم تغير الاسم إلى (أر... راجكومار/R... Rajkumar). بعد تغيير عنوان الفيلم، يجب تغير اسم شاهيد كابور في الفيلم، الذي كان رامبو راجكومار البداية. أثناء التصوير بها، تجنب شاهيد كابور حروق خطيرة أثناء قيامه بحركة خطيرة. في أغنية (Great Rann of Kutch/ران كوتش العظيم).
بعد عرض الفيلم والنجاح في السينما، أرسلت أكاديمية فنون وعلوم الصور المتحركة، التي تشرف على جوائز الأوسكار الشهيرة، رسالة رسمية إلى منتج الفيلم فيكي راجني طلب نسخة من سيناريو الفيلم ليتم الاحتفاظ بها في مكتبة أوسكار. وهذا خامس فيلم بوليودي يدخل مكتبة الأوسكار بعد، لاغان، هيروويس، روك ان، غوزراش. وقال المتحدث الرسمي ل فيكي راجني، «إنه لشرف لنا أن لدينا سيناريو تم الاعتراف به دوليا وانه لشرف لنا أن نكون جزءا من المحفوظات في المكتبة الأكاديمية. الجمهور أحب الفيلم وتألق الفيلم في شباك التذاكر، وهذه هي آخر لحظة سعيدة بالنسبة للفريق بأكمله». وقال برابهاي ديفا، «هذا الفيلم كان تجربة ممتعة وهذا شرف يتصدر كل شيء. أكثر ما يمكن أن أطلب.»
بلغت ميزانية الفيلم 40 كرور روبية هندية (6٫6 مليون دولار أمريكي).

## الموسيقى التصويرية
وتتكون الموسيقى التصويرية للفيلم من قبل بريتام. كان برابهاي ديفا حريصأ جدا على العمل مع بريتام وفي النهاية حصل على فرصة العمل معه. صدرت أول أغنيتين للفيلم في 16 أكتوبر الأولى "Gandi Baat" التي غناها ميكا سينغ وكالبانا باتوواري. الثانية "Saree Ke Fall Sa" التي غناها عنترة ميترا ونقاش عزيز. الجمهور أعجب بألاغنيتين. ألالبوم كاملأ يتكون من 6 ألحان وكلمات بريتام ألفها أنوبام أمود ومايور بوري، اما الألبوم كاملأ فقد طرح يوم 6 نوفمبر 2013.
كل الألحان من تأليف أنوبام أمود و مايور بوري.
| 1.            | "Gandi Baat"                | ميكا سينغ، كالبانا باتوواري  | 4:13  |       |       |       |       |       |       |       |       |       |
| 2.            | "Saree Ke Fall Sa"          | عنترة ميترا، نقاش عزيز       | 3:53  |       |       |       |       |       |       |       |       |       |
| 3.            | "Mat Maari"                 | كونال جانجاوالا، سنيدي شوهان | 4:21  |       |       |       |       |       |       |       |       |       |
| 4.            | "Dhokha Dhadi"              | أرجيت سينغ، بلاك ميوشال      | 4:09  |       |       |       |       |       |       |       |       |       |
| 5.            | "Kaddu Katega"              | انتارا ميترا                 | 3:31  |       |       |       |       |       |       |       |       |       |
| 6.            | "Gandi Baat (إصدار الفيلم)" | نقاش عزيز، ريتو باتاك        | 4:26  |       |       |       |       |       |       |       |       |       |
| 7.            | "Saree Ke Fall Sa (ريمكس)"  | انتارا ميترا، نقاش عزيز      | 3:49  |       |       |       |       |       |       |       |       |       |
| المدة الكلية: | المدة الكلية:               | المدة الكلية:                | 28:22 | 28:22 | 28:22 | 28:22 | 28:22 | 28:22 | 28:22 | 28:22 | 28:22 | 28:22 |

## الاستقبال النقدي من النقاد
افتتح الفيلم مع أستجابة سيئة من النقاد.
تقييم صحيفة أنديا تايمز للفيلم كان بمستوى 3/5، وقالت عنه: فيلم تجاري، كتب من أجل جني المال، ويفتقد لشيء مهم وهو - القصة المتماسكة اعطى توشار جوشي من يومية أخبار وتحليل 3 من أصل 5 نجوم، وانتقد الفيلم، وقال: شاهده إذ كنت تملك مزاج فنان. أنديان أكسبريس أنتقد بداية الفيلم التي هي R. راجيف ماساند قال عن الفيلم أنه "بشع بلا هوادة، عليك أن تتساءل كيف يوصفه بأنه فيلم كوميدي"، وقدم تصنيف" لبرابهاي ديفا نصف من أصل خمسة نجوم. واعطى نصف نجمة لبريتام بتشدد". أنوباما شوبرا من هندوستان تايمز قال "بمرح، وصخب وبأرتداد" وأيضا قال أن "القصة في غاية السوء على حد سواء وبصوت عال لأنه عندما البطل لا يقول بيار، بيار، بيار، والأنمغماس مار، مار، مار ومان - يتحدى كل قوانين الفيزياء - وهو يرتفع في كل الاتجاهات. تاران أدارش من بوليوود هنغاما كتب: "أر... راجكومار. هو أضعف فيلم لبرابهاي ديفا حتى الآن".

## شباك التذاكر

### في الهند
- اليوم الأول: 87.500.000 روبية
- اليوم الثاني: 82.500.000 روبية
- اليوم الثالث: 105.000.000 روبية
- اليوم الرابع: 50.000.000 روبية
- اليوم الخامس: 45.000.000 روبية
- اليوم السادس: 40.000.000 روبية
- اليوم السابع: 30.000.000 روبية
- الأسبوع الأول: 450.000.000 روبية
- اليوم الثامن: 25.000.000 روبية
- اليوم التاسع: 32.500.000 روبية
- اليوم العاشر: 37.500.000 روبية
- اليوم الحادي عشر: 20.000.000 روبية
- اليوم الثاني عشر: 17.500.000 روبية
- الأسبوع الثاني: 172.500.000 روبية
- الأسبوع الثالث: 10.000.000 روبية
- الأسبوع الرابع: 5.000.000 روبية
- المجموع: 647.500.000 روبية[30]

### خارج الهند
- المجموع: 96.000.000 مليون روبية[31]

### ألأيرادات خارج السينما
أيرادات أقراص الفيديو والعرض التلفزيوني والأنترنت
- المجموع: 431.500.000 روبية

### الأيرادات كاملة
- المجموع: 1.175.000.000 روبية[32]

## الجوائز
| السنة | اسم الجائزة      | الجائزة                | صاحب الجائزة  | النتيجة |
| ----- | ---------------- | ---------------------- | ------------- | ------- |
| 2014  | سكرين ويكلي اورد | أفضل ممثل (خيار شعبي)  | شاهيد كابور   | رُشِّح     |
| 2014  | سكرين ويكلي اورد | أفضل ممثلة (خيار شعبي) | سوناكشي سينها | رُشِّح     |
| 2014  | زي سينما اورد    | أفضل مطرب (ذكر)        | ميكا سينغ     | رُشِّح     |
| 2014  | زي سينما اورد    | أفضل تصميم رقصات       | برابهاي ديفا  | رُشِّح     |
| 2014  | زي سينما اورد    | أفضل حركة              | رافي فيرما    | رُشِّح     |

## روابط
- أر... راجكومار على موقع IMDb (الإنجليزية)
- أر... راجكومار على موقع ميتاكريتيك (الإنجليزية)
- أر... راجكومار على موقع روتن توميتوز (الإنجليزية)
- أر... راجكومار على موقع قاعدة بيانات الأفلام العربية
- أر... راجكومار على موقع ألو سيني (الفرنسية)
- أر... راجكومار على موقع أول موفي (الإنجليزية)
- أر... راجكومار على موقع بوكس أوفيس موجو (الإنجليزية)
- أر... راجكومار على موقع قاعدة بيانات الفيلم (الإنجليزية)
- أر... راجكومار على موقع ليتربوكسد (الإنجليزية)
- أر... راجكومار على موقع كينوبويسك (الروسية)